# Toni Preis
Toni Preis (geboren 30. Mai 1945 in Eggenfelden) ist ein deutscher Bildhauer.

## Biografie
Preis besuchte von 1962 bis 1965 die Fachschule für Bildhauer in Berchtesgaden. Von 1967 bis 1973 studierte er an der Kunstakademie München bei Hans Ladner und schloss mit Diplom ab. Von 1974 bis 1975 nahm er am internationalen Bildhauersymposium „Ambiente Friedhof“ in Neumarkt/Oberpfalz teil. 1976 wurde ihm der Kulturförderpreis für Bildhauer der Landeshauptstadt München verliehen. Von 1977 bis 1978 war er Wissenschaftlicher Assistent bei Jürgen Weber an der TU Braunschweig. Von 1980 bis 1990 lehrte er am Berufsbildungszentrum für Schrift und Gestaltung in München. Seit 1990 ist Preis freier Bildhauer.
Von Toni Preis stammen insbesondere Gedenktafeln, darunter eine für den Oktoberfestanschlag aus dem Jahre 2018, für Ludwig Quidde und Thomas Wimmer sowie Büsten für Klara Ziegler und Carl Spitzweg in der Ruhmeshalle München.

## Werke
- Lautenspieler, 1987

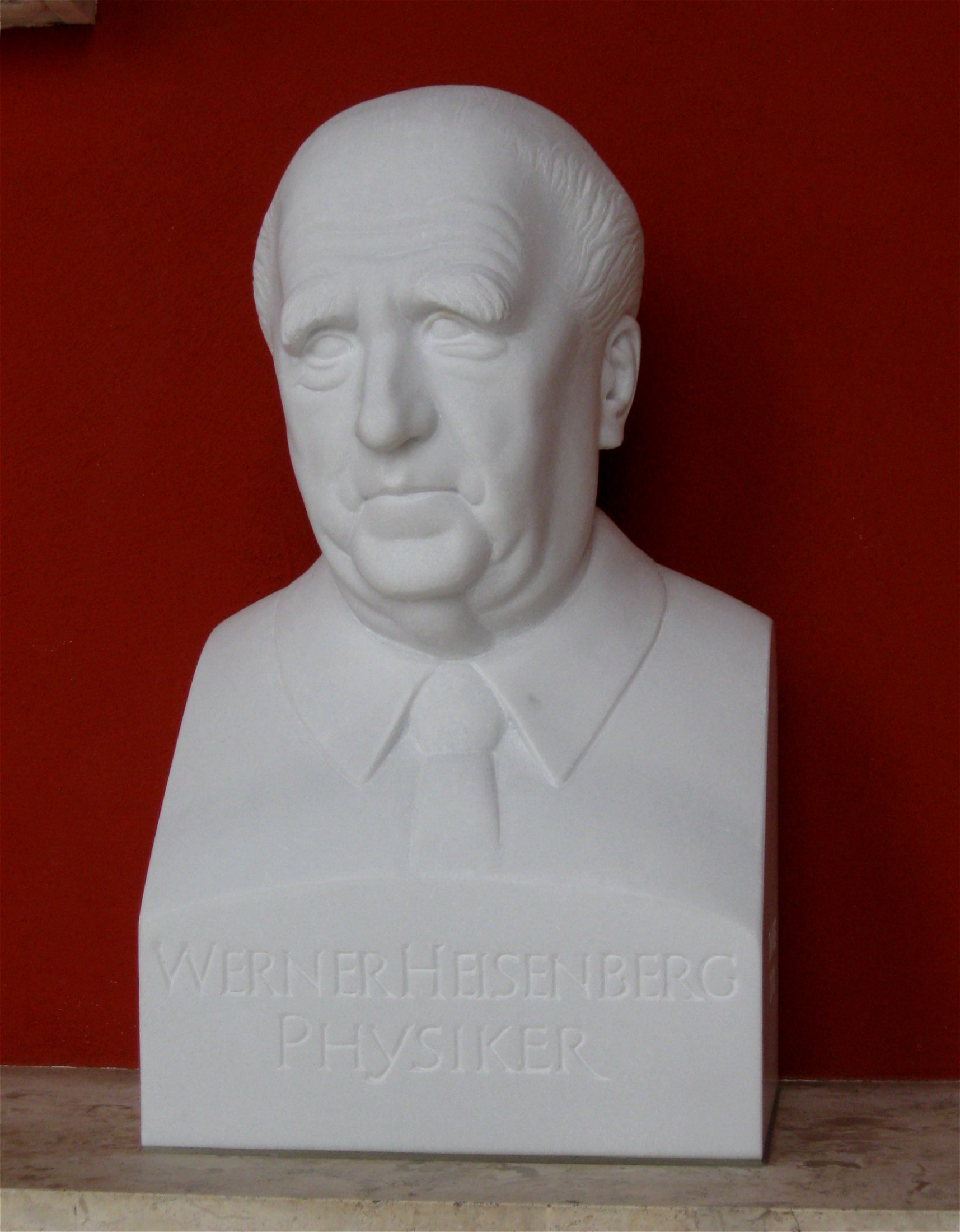
Büste Werner Heisenberg (2008)
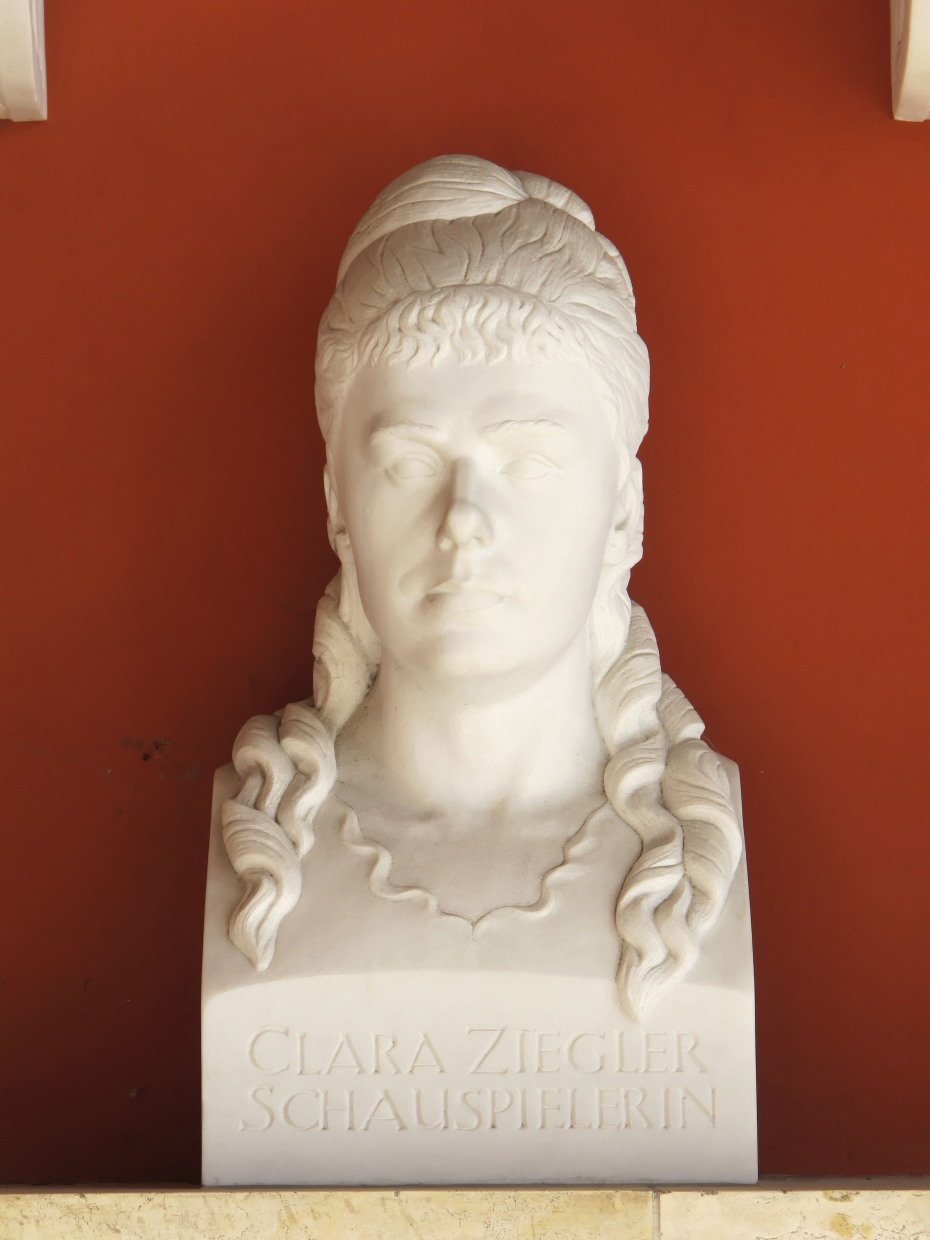
Büste Klara Ziegler (2009)
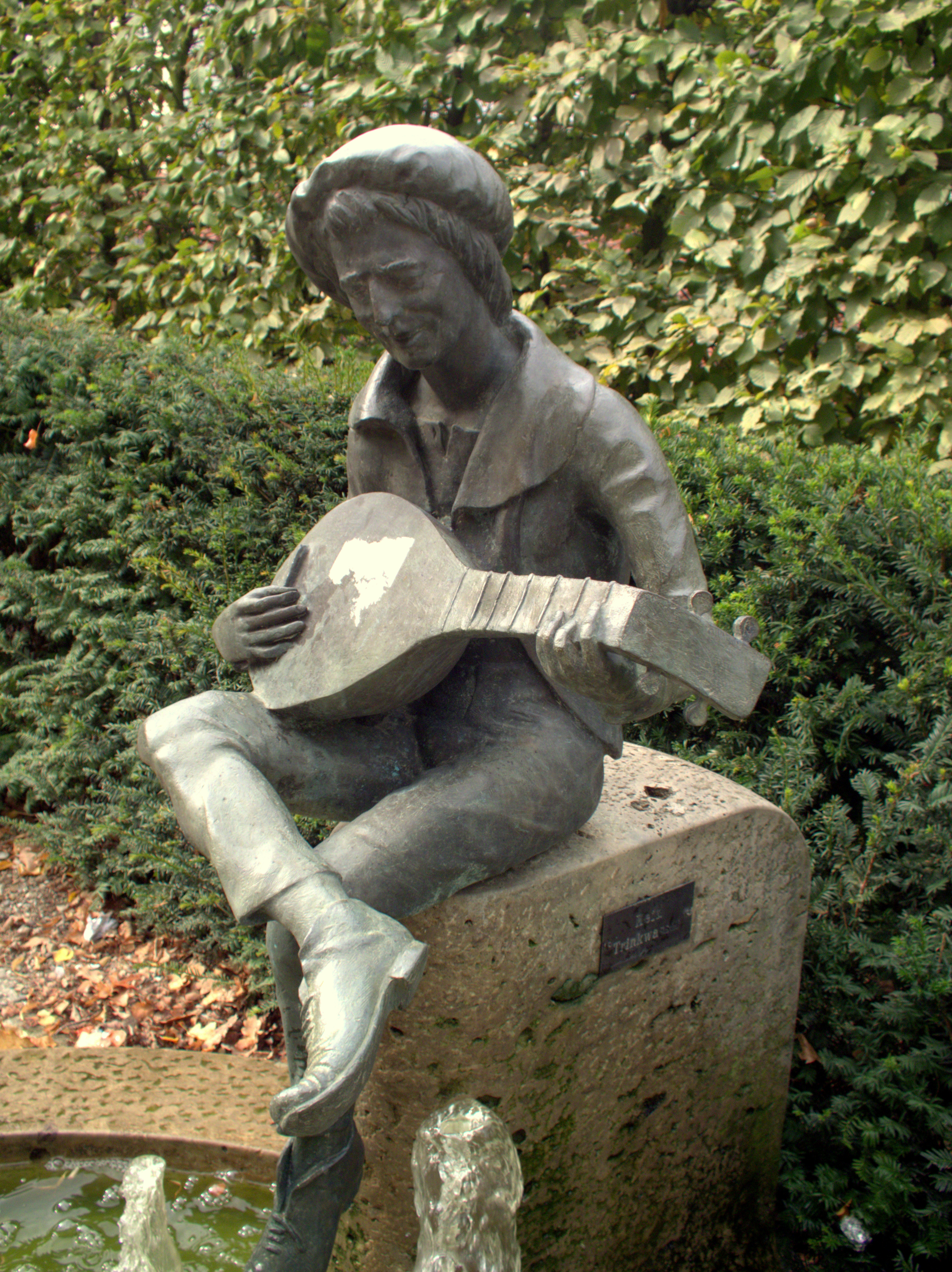
Lautenspieler